# Шанталосов, Валерий Дмитриевич
Вале́рий Дми́триевич Шантало́сов (бел. Валер Дзьмітрыевіч Шанталосаў; род. 15 марта 1966, Могилёв, СССР) — советский и белорусский футболист, вратарь; тренер. Мастер спорта с 1991 года.
В высшем дивизионе чемпионата России выступал за нижегородский «Локомотив», калининградскую «Балтику» и московское «Торпедо».

## Карьера игрока
Занимался футболом в Республиканском государственном училище олимпийского резерва (РГУОР) в Минске. Карьеру профессионального игрока начал в 1984 году в команде советской высшей лиги «Динамо» (Минск). Не пройдя в основной состав, перешёл в клуб второй лиги «Днепр» из Могилёва. Проведя за два года 24 игры, в 1987 году не выступал. В 1988 году стал игроком латвийской команды «Звейниекс» (Лиепая), выступавшей в чемпионате Латвии. В том же году перешёл в другой латвийский клуб, «Даугава» из Риги, за которую отыграл в первой лиге 40 матчей, пропустив в них 63 мяча. В 1990 году стал игроком горьковского «Локомотива». Сыграл в советской первой лиге 48 игр, в которых пропустил 45 мячей. В российской высшей лиге отыграл за нижегородскую команду 109 матчей, пропустив 134 гола. В 1996 году перешёл в клуб высшей лиги «Балтика» (Калининград), проведя за два года 31 игру и пропустив 33 мяча. В 1998 году стал играть за московское «Торпедо». Не сумев закрепиться в основном составе столичного клуба (2 матча и 3 мяча), в 1999 году вернулся в Нижний Новгород. За «Локомотив» выступал два года, сыграв 38 игр и пропустив 53 мяча. В январе 2001 года контракт с «Локомотивом» истёк, и Шанталосов вернулся в родную Беларусь, став игроком команды «Белшина» из Бобруйска, за которую провёл 25 матчей, пропустив в них 16 мячей. В 2002 перешёл в минский клуб «Торпедо-МАЗ». Сыграл 25 игр и пропустил 16 голов.
В 2003 году уехал в Казахстан, где три года выступал за клуб «Тобол» из города Костанай, выступавший в казахстанской суперлиге. В чемпионате сыграл 74 матча и пропустил 50 мячей, также провёл 6 игр в еврокубках (пропущено 5 мячей) и дважды играл в национальном кубке. В составе «Тобола» дважды занимал второе место в чемпионате, один раз третье место, один раз выходил в финал Кубка Казахстана. По окончании сезона 2005 года завершил карьеру футболиста.
За сборную Беларуси с 1992 по 2002 год сыграл 26 матчей, в которых пропустил 39 мячей. Вызывался также в сборную России в 1992 году для участия в товарищеском матче со сборной Мексики, но всю игру так и просидел на скамейке запасных.

## Карьера тренера
В 2007 году был назначен тренером по работе с вратарями клуба «Сибирь» (Новосибирск), который покинул 20 июня 2008 года. В июле того же года стал тренером вратарей московской команды «Спортакадемклуб». В 2009—2010 годах тренировал вратарей подмосковных «Химок». В 2010 году стал тренером по работе с вратарями самарской команды «Крылья Советов». В ноябре 2011 года назначен тренером вратарей клуба «Факел» (Воронеж), который покинул в январе 2013 года. 7 апреля того же года стал тренировать вратарей команды «Сибирь-2» из Новосибирска.

## Преследования в Беларуси
26 апреля 2007 года Шанталосов был объявлен в розыск белорусской милицией по обвинению в организации договорных матчей национальной сборной Беларуси: следствием предполагалось, что в начале осени 2003 года Шанталосов с посредником приехал на базу в Стайки, где оба пригласили на разговор нескольких игроков команды, предложив им деньги в обмен на обеспечение поражений Беларуси с нужным счётом в матчах против Чехии и Молдовы. В марте 2008 дело было передано в Новосибирск, где Шанталосов работал тренером вратарей «Сибири», и вскоре закрыто за истечением срока давности.
19 декабря 2008 дисциплинарный комитет БФФ вынес решение объявить Шанталосова персоной нон грата в белорусском футболе, а также ходатайствовать перед ФИФА о расширении сферы действия наложенного дисциплинарного наказания, но ФИФА отклонило данное ходатайство о расширении наказания, так как по её мнению «оно [решение белорусской федерации] было основано на документах, полученных с нарушениями дисциплинарной процедуры».

## Достижения
- Чемпион Беларуси 2001 года.
- Обладатель Кубка Беларуси 2001 года.
- Второй призёр казахстанской Суперлиги в 2003 и 2005 годах.
- Бронзовый призёр казахстанской Суперлиги 2004 года.
- Финалист Кубка Казахстана 2003 года.
- Третье место в списке 33 лучших футболистов чемпионата России в 1994 году.